# Radioökologie
Radioökologie ist die Wissenschaft von Ausbreitung und Verhalten von Radionukliden (Atomen, die zerfallen und dabei Strahlung erzeugen) in der Umwelt. Dabei befasst sich die Radioökologie umfassend mit der Entstehung und dem Zerfall radioaktiven Materials, seiner Wechselwirkung mit der Umwelt und seiner Verbreitung.
Als Teilgebiet des Strahlenschutzes untersucht und beschreiben die Wissenschaftler die Freisetzung von Radionukliden sowohl aus natürlichen und künstlichen Quellen, ihre Verteilung zwischen verschiedenen Umweltreservoiren und ihre Ausbreitung in Luft, Wasser und Boden. Die Radioökologie ermittelt dabei auch Grundlagen für die Berechnung der Strahlendosis von Menschen und anderen Lebewesen durch Aufnahme der Radionuklide in den Körper und durch äußere Bestrahlung.
Methoden der Radioökologie sind Ausbreitungsversuche, radiochemische Analysen, die Messung von Radionukliden und Computersimulationen von Ausbreitungen.